# Republica Autonomă Sovietică Socialistă Turkestan

Harta Asiei Centrale sovietice, în 1922.

Republica Autonomă Sovietică Socialistă Turkestan (inițial Republica Federativă Socialistă Turkestan) a fost o Republică Autonomă Socialistă Sovietică creată la începutul revoluției bolșevice, la 30 aprilie 1918 pornindu-se de la Turkestanul fostului Imperiu Rus. Capitala sa era Tașkent, iar republica era populată de vreo cinci milioane de locuitori.
La 27 octombrie 1924,  Republica Autonomă Sovietică Socialistă Turkestan a încetat să existe și  a fost scindată în Republica Autonomă Sovietică Socialistă Tadjică, azi Tadjikistan, în Republica Sovietică Socialistă Turkmenă, azi Turkmenistan, în Republica Sovietică Socialistă Uzbekă, azi Uzbekistan, în regiunea autonomă Kara-Kirgiz, azi Kîrgîzstan și în regiunea autonomă Karakalpak, azi Karakalpakstan.